# Sophie Crumb
Sophie Crumb (Woodland, 27 settembre 1981) è una fumettista statunitense con cittadinanza francese.

## Biografia
È la figlia della coppia di fumettisti Robert Crumb e Aline Kominsky-Crumb e nipote di Maxon Crumb. Nel 1991 si è trasferita con la famiglia a Sauve, in Francia.
Quando Crumb era bambina, i suoi genitori pubblicarono alcuni dei suoi disegni nella loro antologia di fumetti, Weirdo, in seguito contribuì alla loro serie di fumetti Dirty Laundry Comics, originariamente pubblicata dal 1977 al 1992. 
I suoi lavori artistici di quando aveva sei anni furono anche pubblicati in Wimmen's Comix #11 dell'aprile 1987.
Crumb ha illustrato uno sketchbook per il film americano del 2001 Ghost World, I suoi disegni avevano lo scopo di riflettere la personalità e la vita interiore della protagonista Enid Coleslaw (interpretata da Thora Birch).
Nel 2002, Fantagraphics Books e Oog & Blik pubblicarono il suo primo fumetto, Belly Button, seguito da Belly Button Comix #2 nel 2004. Contribuì con diversi pezzi alle puntate di Mome pubblicate tra il 2005 e il 2008.
La sua prima mostra con più di 20 opere esposte si è tenuta dal 4 novembre al 30 dicembre 2010 presso la DCKT Contemporary, la galleria d'arte contemporanea di Dennis Christie e Ken Tyburski a New York City.